# كارل أبوت
كارل أبوت (بالإنجليزية: Carl Abbott)‏ هو مؤرخ العصر الحديث ‏ ومؤلف وكاتب أمريكي، ولد في 3 ديسمبر 1944 في نوكسفيل في الولايات المتحدة.